# 한련
한련(旱蓮, 영어: garden nasturtium)은 한련과의 덩굴성 한해살이풀이다. 페루·브라질 원산으로 여러해살이풀이지만, 원예에서는 한해살이풀로 다룬다.

## 생태
줄기는 길이 1.5 미터에 털이 없거나 있으며 조금 육질이다. 잎은 둥굴고 크며, 긴 잎자루 끝에 방패 모양으로 달린다. 9개의 잎맥이 잎자루에서 사방으로 퍼지고 잎맥 끝이 파진다. 꽃은 6월에 잎겨드랑이에서 긴 꽃자루가 나와 그 끝에 하나씩 달린다. 꽃색은 붉은색·오렌지색·크림색·노란색 등 다양하고, 씨앗은 9월에 영근다. 심피(心皮)는 3개이며 종자가 1개씩 들어 있고 성숙한 뒤에도 벌어지지 않는다. 번식은 종자로 하지만 덩굴을 잘라 꺾꽂이도 하며 금련화라고도 한다.

## 사진

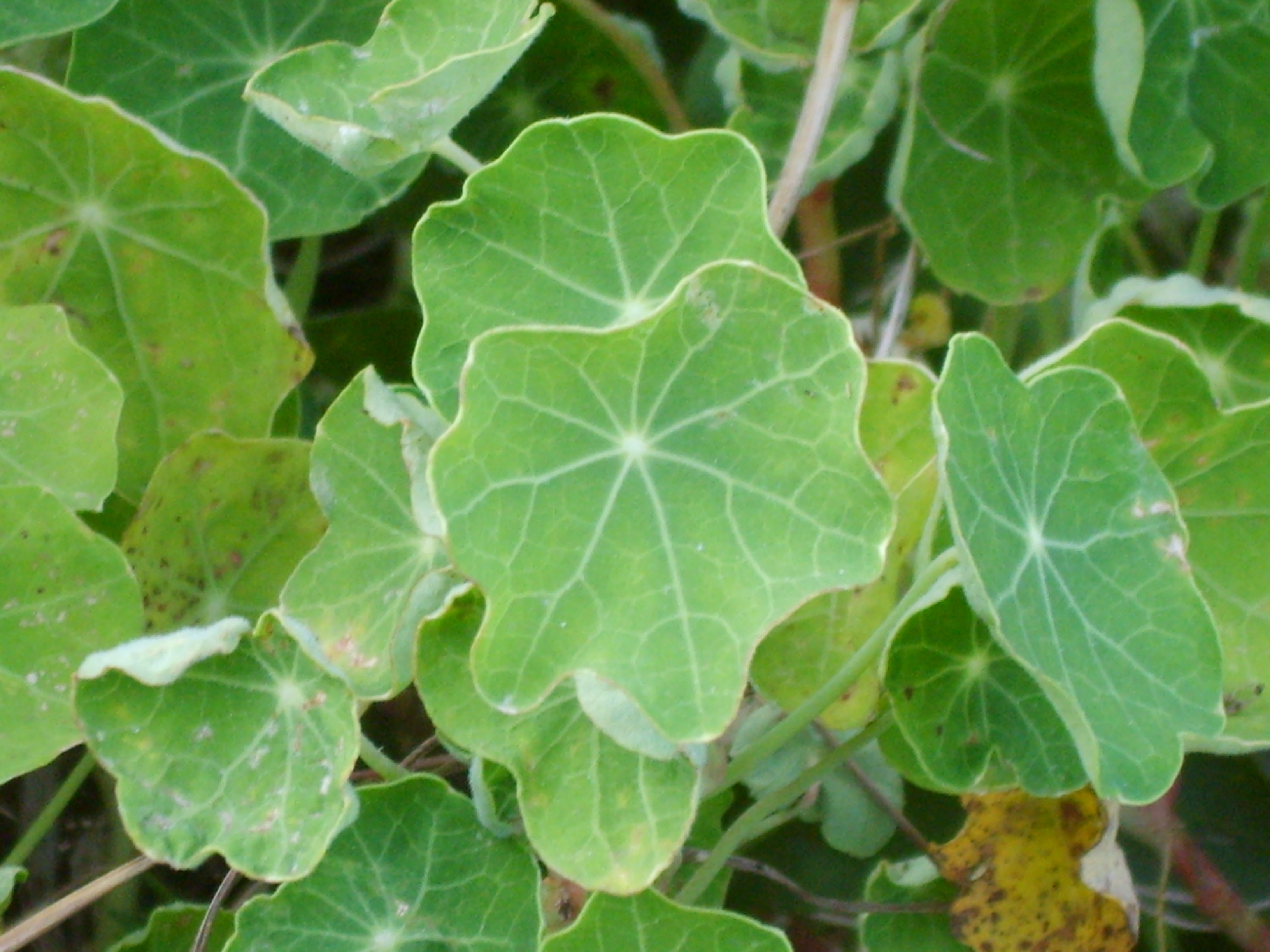
잎
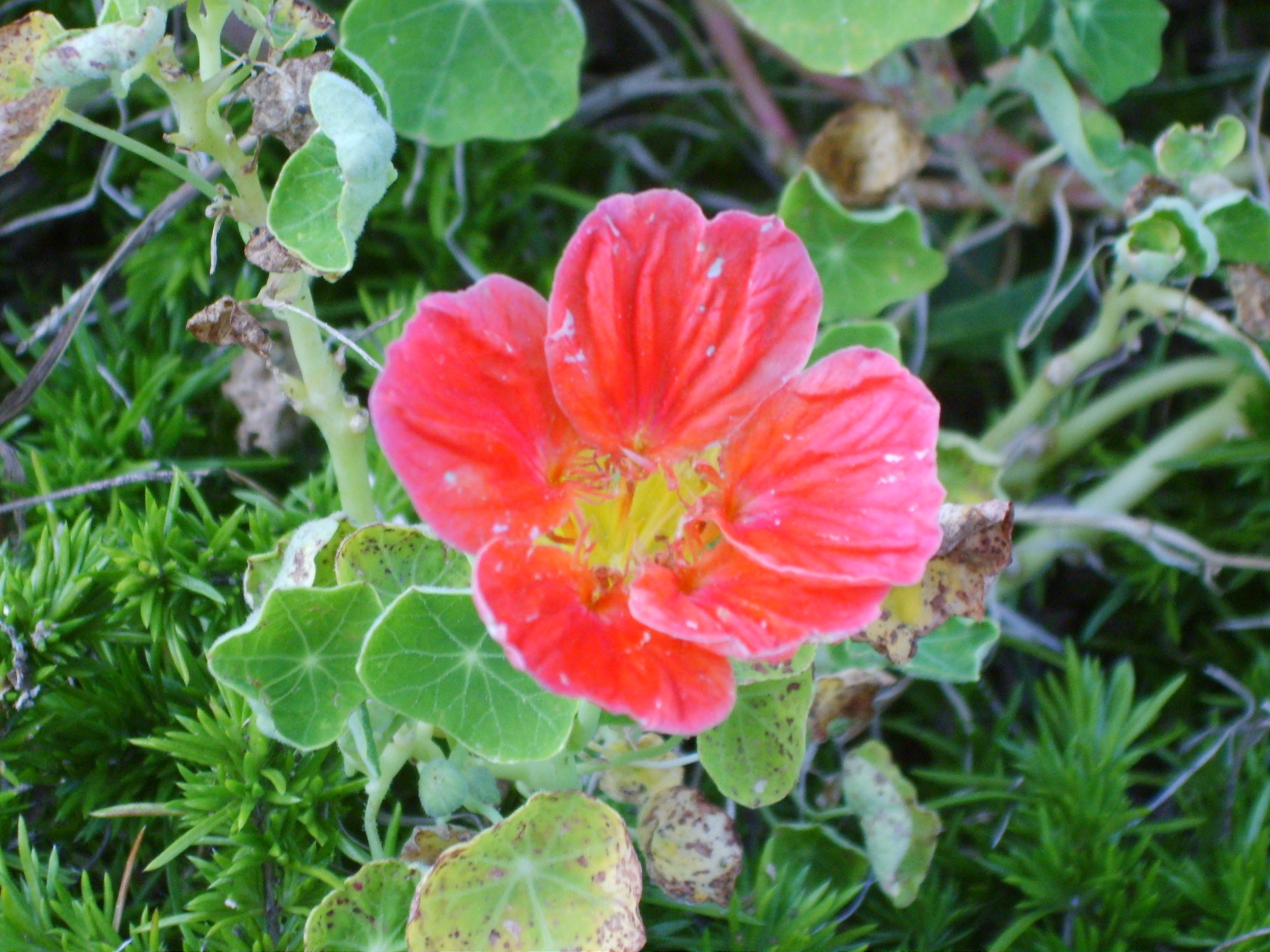
붉은 꽃
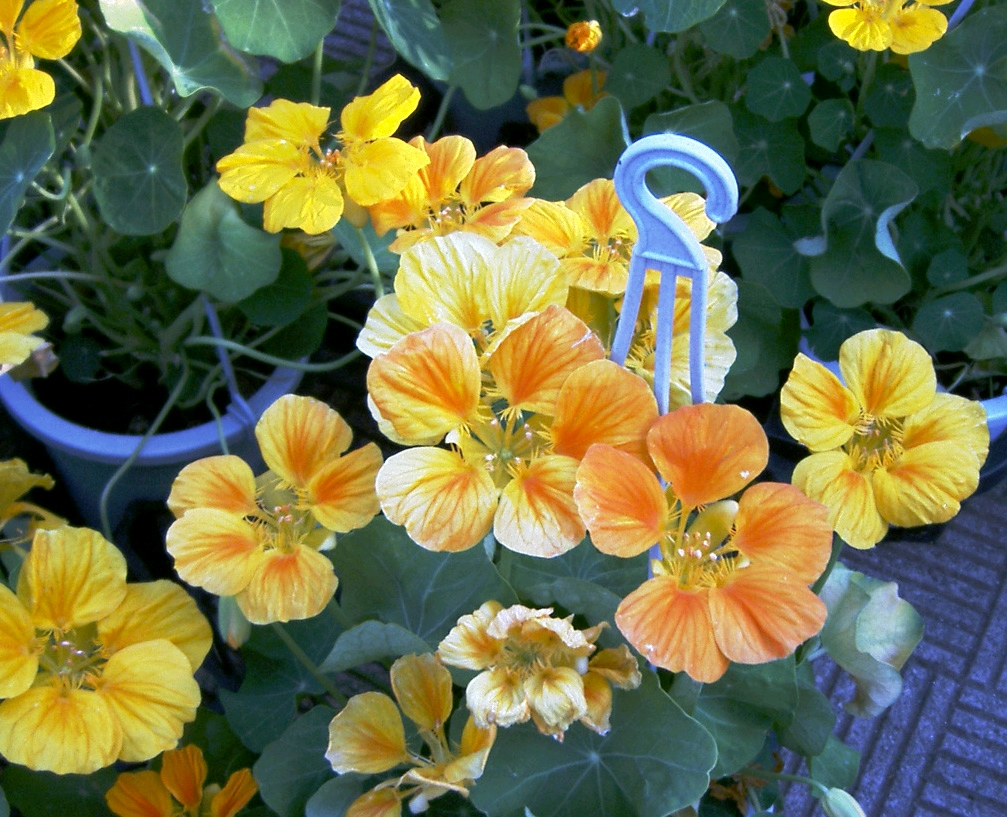
노란 꽃

## 참고 문헌
- 이 문서에는 다음커뮤니케이션(현 카카오)에서 GFDL 또는 CC-SA 라이선스로 배포한 글로벌 세계대백과사전의 내용을 기초로 작성된 글이 포함되어 있습니다.